# Polyalthia glabra
Polyalthia glabra este o specie de plante din genul Polyalthia, familia Annonaceae. A fost descrisă pentru prima dată de Joseph Dalton Hooker și Thomas Thomson, și a primit numele actual de la James Sinclair. A fost clasificată de IUCN ca specie pe cale de dispariție (stare critică). Conform Catalogue of Life specia Polyalthia glabra nu are subspecii cunoscute.